# Maybe the Last Time
"Maybe the Last Time" é uma canção escrita por James Brown (sob o pseudônimo de Ted Wright) e gravada por Brown em 1964. Foi lançada como Lado-B do single "Out of Sight" e também foi incluída no álbum ´Out of Sight.  Brown a descreve como um "número com influência pesada de gospel, fala sobre apreciar amigos e tudo mais enquanto você pode porque cada vez que você vê alguém pode ser a última vez, você não sabe". Foi a última gravação em estúdio de Brown com os The Famous Flames, embora o grupo vocal continuasse a se apresentar ao vivo com James por mais alguns anos.
"Maybe the Last Time" entrou na parada, Hot 100, alcançando o número 7 na semana de 17 de outubro de 1964. Se tornou frequente no repertório de Brown e ps Famous Flames nos anos 1960. Versões ao vivo aparecem nos álbuns Live at the Garden,  Live at the Apollo, Volume II e Say It Live and Loud: Live in Dallas 08.26.68 e no filme/show Live at the Boston Garden.

## Músicos
- James Brown – vocais, piano

e The Famous Flames:
- Bobby Byrd – vocais
- Bobby Bennett – vocais
- "Baby Lloyd" Stallworth – vocais

com a James Brown Band:
- Mack Johnson – trompete
- Ron Tooley – trompete
- Joe Dupars – trompete
- Robert Knight – trompete
- Les Buie – guitarra
- Bernard Odum – baixo
- Melvin Parker –  bateria[5]